# 哈特福德 (南达科他州)
哈特福德（英語：Hartford），是美国南达科他州下属的一座城市。根据2010年美国人口普查，该市有人口2,534人。2011年估计该市人口约有2,570人，年增长率为1.42%。